# 石原さとみ
石原 さとみ（いしはら さとみ、1986年〈昭和61年〉12月24日 - ）は、日本の女優、タレント。
東京都出身。ホリプロ所属。

## 略歴
石原さとみとしてデビューする以前からホリプロ・インプルーブメント・アカデミーに所属（5期生）しており、石神 国子（いしがみ くにこ）名義で映画『ホ・ギ・ラ・ラ』、映画『船を降りたら彼女の島』などへ出演している。
2002年（平成14年）、第27回ホリプロタレントスカウトキャラバン『ピュアガール2002』グランプリ受賞を経て本格的に女優活動を始める。
2003年（平成15年）4月5日公開の映画『わたしのグランパ』に石原さとみ名義で初出演し、女優デビュー作となる。同月『きみはペット』（TBS）では澁澤ルミ役で連続ドラマ初出演。同年、NHKの連続テレビ小説『てるてる家族』のヒロイン・岩田冬子役に抜擢される。
2004年（平成16年）、『WATER BOYS2』（フジテレビ）にヒロイン・矢沢 栞（やざわ しおり）役で出演。
2005年（平成17年）、NHK大河ドラマ『義経』にヒロイン・静御前役で出演。
2006年（平成18年）、『Ns'あおい』（フジテレビ）で民放連続ドラマ初主演。同年秋には、『奇跡の人』のヘレン・ケラー役で舞台に初挑戦する。
2008年（平成20年）、つかこうへい作・演出の舞台『幕末純情伝』の沖田総司役で2度目の舞台出演。
2009年（平成21年）、『ヴォイス〜命なき者の声〜』（フジテレビ）で月9ドラマ初出演、ヒロイン・久保秋佳奈子役を演じる。同年秋、井上ひさし新作書き下ろしの舞台『組曲 虐殺』にヒロイン・田口瀧子役で出演。
2010年（平成22年）、スペシャルドラマ『坂の上の雲』（NHK）に秋山季子（秋山真之の妻）役で出演。
毎年3月4日の「雑誌の日」を記念として雑誌の表紙を飾った回数の多かった女性を選ぶ「カバーガール大賞」で2014年（計36誌）、2015年（約26誌） の2年連続で総合大賞に選ばれる。
2015年（平成27年）、『5→9〜私に恋したお坊さん〜』（フジテレビ）で月9ドラマ初主演。

### 私生活
2020年（令和2年）10月1日、同世代の一般人男性と同年内に結婚する予定であることを所属事務所を通じて発表した。石原は婚約発表文で「彼とならさまざまなことを共有しながら、どんな困難も乗り越えていけると確信いたしました」と説明、主演ドラマ『アンサング・シンデレラ病院薬剤師の処方箋』（フジテレビ）が前月末に終了、仕事は一段落したことで、結婚の発表の運びとなった。この結婚はこの時点でアラサーにして未婚の清純派の女優の結婚ということで、ファンの間ではインターネット上で“さとみロス”で騒然となり世間に大きな衝撃を与えた。同月7日、2020年5月に個人事務所を設立したことが報じられた。
2021年（令和3年）1月3日、前年（2020年）中に婚姻届を提出していたことを所属事務所を通して発表した。
2022年（令和4年）1月10日、第1子を妊娠していることを所属事務所を通して発表した。出産は同年春ごろを予定しているとし、その後の芸能活動については「引き続き、赤ちゃんの事を第一に考えながら、大好きなお仕事にもマイペースに励んでいけたら」とした。所属事務所も「現在撮影中の作品はないと思います」といい「今後CM撮影など、対応できるものはしていく予定です」とした。
3月4日、4月7日スタートの『あしたが変わるトリセツショー』（NHK）でMC役の「エンターテイナー」を担当することが発表された。石原にとってはMC初挑戦となる。石原は4月28日放送分まで出演、5月12日放送分以降は石原の産休に伴い、「助っ人エンターテイナー」として市村正親が出演することとなった。
4月23日、第1子の出産と出産日はこの日ではないこと、性別は非公表であることを所属事務所を通して発表、仕事復帰については「本人の体調や育児の状況を第一優先に、相談しながら進めて参ります」とした。7月28日、NHKは石原が『あしたが変わるトリセツショー』（NHK）8月25日放送回から復帰することを発表し、同日の放送に出演した石原は産休からの復帰を報告すると、同日の放送からレギュラー出演として仕事復帰した。女優業に至っては2024年（令和6年）、4月期の連続ドラマ『Destiny』（テレビ朝日）、5月17日公開の映画『ミッシング』で主演を務め、8月23日公開の映画『ラストマイル』に出演するなど、産休を経て約3年ぶりに再開させる。
2025年（令和7年）3月7日、第2子を妊娠していることを所属事務所を通じて発表した。所属事務所は第2子妊娠に伴い同月いっぱいを以って仕事は当面の間産休に入る予定とし、同月14日の『日本アカデミー賞』の授賞式には出席予定で、レギュラー出演している『あしたが変わるトリセツショー』は「しばらくの間お休みする予定」といい、仕事復帰については「体整い次第、医師と相談した上で復帰する予定」とした（同番組に至ってはこの時点ですでに収録した回があるため「放送上は、しばらく石原がMCを務めさせていただきます」としている。）。5月17日、第2子の出産と出産日はこの日ではないことを所属事務所を通して発表、仕事復帰については第1子出産時と同じく「本人の体調や育児の状況を第一優先に、相談しながら進めて参ります」とした。

## 人物
東京創価小学校、創価中学校を経て創価高等学校を卒業。
現在の芸名の由来は自らは原石であるとしてつけた「原石」を逆にして苗字の『石原』、聡明で美しくありたいとしてつけた下の名前『聡美』を平仮名表記にしたものである。
役名によるものも含め、歌手業は未経験である。芸能活動で歌ったことはあり、NHK連続テレビ小説『てるてる家族』では、劇中「幸福を売る男」と「恋の季節」をソロで歌った。
石原が『てるてる家族』に出演したときにその活動報告のために公式ウェブサイトに『さとみの大阪日記』を開設。クランクアップ後、石原のそれ以降の活動報告のために日記はそのまま残し、『さとみ日記』として継続された。2012年6月18日に『さとみ日記』はアメーバブログへ移転され、オフィシャルブログ『Satomi Diary』として開設されたが、現在は閉鎖されている。また、InstagramやFacebook、Twitterについては全てなりすましであると発表されている。
ドラマや映画、舞台などでは、できるだけメイクは自分でするようにしている。
女優の松本まりかと仲が良く度々松本のInstagramなどに登場する。
大の旅行好きで、仕事の合間などを縫っては、海外へと駆け出している。
母親が26歳で結婚したことから自分もそのぐらいの時期までに結婚したいと語ったことがあるが、実際には34歳で結婚することとなった。
「サントリードリームマッチ」の始球式で、2014年以降、中止となった2020年を挟み、7年連続で始球式に登板している。毎年異なる投球フォームを披露しており、2014年は左腕での投球（本来の利き腕は右だが、撮影で怪我をしたため）、2015年は村田兆治のマサカリ投法、2016年は野茂英雄のトルネード投法、2017年はサブマリン投法、2018年は三浦大輔の2段モーション投法、2019年は岡島秀樹のノールック投法、2021年は斎藤雅樹のサイドスロー投法を披露している。
料理が好きで千切りをストレス発散法にしている。
映画『シン・ゴジラ』（2016年）で共演した竹野内豊は、最初の本読みの時点で石原の台本が通常の映画よりも分厚く、英語や難しい説明も多い同作品のセリフを全部入れており、その姿勢に自身も一生懸命やらねばと触発されたと語っている。
2021年にはヘアースタイルを初のショートヘアーにしている。

## 受賞歴

### 映画（受賞歴）
- 2003年
  - 第28回報知映画賞 新人賞（『わたしのグランパ』、2003年）
  - 第16回日刊スポーツ映画大賞・石原裕次郎賞 新人賞（『わたしのグランパ』、2003年）
- 2004年
  - 第25回ヨコハマ映画祭 最優秀新人賞（『わたしのグランパ』、2004年）
  - 第46回ブルーリボン賞 新人賞（『わたしのグランパ』、2004年）
  - 第13回日本映画批評家大賞 新人賞（『わたしのグランパ』、2004年）[61]
  - 第27回日本アカデミー賞 新人俳優賞（『わたしのグランパ』、2004年）[5][62]
- 2006年
  - 第29回日本アカデミー賞 優秀助演女優賞（『北の零年』、2006年）
- 2016年
  - 第40回日本アカデミー賞 優秀助演女優賞（『シン・ゴジラ』、2016年）
- 2022年
  - 第45回日本アカデミー賞 優秀助演女優賞（『そして、バトンは渡された』、2022年）[63]
- 2024年
  - 第49回報知映画賞 主演女優賞(『ミッシング』、2024年）[64]
- 2025年
  - 第48回日本アカデミー賞 優秀主演女優賞（『ミッシング』）[65]

### テレビドラマ（受賞歴）
- 2003年

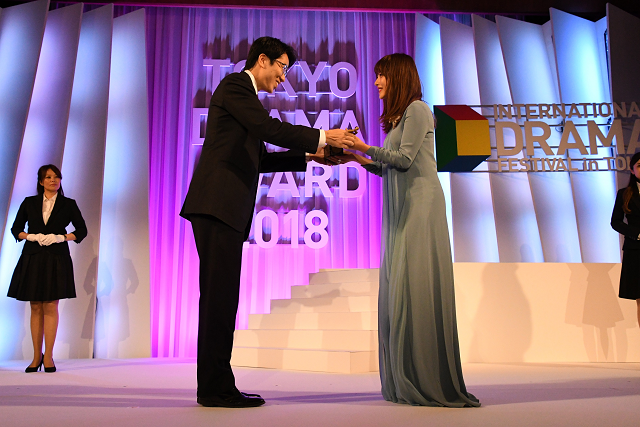
2018年10月、東京ドラマアウォード授賞式にて、主演女優賞を受賞

  - 第41回ゴールデン・アロー賞放送新人賞、最優秀新人賞（『てるてる家族』、2003年）
- 2005年
  - 第29回エランドール賞新人賞（『WATER BOYS2』、2005年）[66]
- 2012年
  - 第74回ザテレビジョンドラマアカデミー賞 助演女優賞（『リッチマン、プアウーマン』、2012年）[67]
- 2014年
  - 第80回ザテレビジョンドラマアカデミー賞 助演女優賞（『失恋ショコラティエ』、2014年）[68]
  - 東京ドラマアウォード2014 助演女優賞（『失恋ショコラティエ』、2014年）[69]
  - 第17回日刊スポーツ・ドラマグランプリGP冬 助演女優賞（『失恋ショコラティエ』、2014年）
  - 第24回TV-LIFE年間ドラマ大賞2014 助演女優賞（『失恋ショコラティエ』、2014年）[70]
  - 第11回TVnavi ドラマ・オブ・ザ・イヤー2014 助演女優賞（『失恋ショコラティエ』、2014年）
- 2015年
  - 第87回ザテレビジョンドラマアカデミー賞 主演女優賞（『5→9〜私に恋したお坊さん〜』、2015年）[71]
  - 第25回TV-LIFE年間ドラマ大賞2015 主演女優賞（『→9〜私に恋したお坊さん〜』、2015年）[72]
- 2016年
  - 第25回年間ドラマ大賞2015 主演女優賞（『5→9〜私に恋したお坊さん〜』、2016年）[73]
  - 第19回日刊スポーツ・ドラマグランプリ 主演女優賞（『5→9〜私に恋したお坊さん〜』、2016年）[74]
- 2018年
  - 第11回コンフィデンスアワード・ドラマ賞 2018年1月期 主演女優賞（『アンナチュラル』、2018年）[75][76]
  - コンフィデンスアワード・ドラマ賞 年間大賞2018 主演女優賞（『アンナチュラル』、2018年）[77]
  - 第21回日刊スポーツ・ドラマグランプリ 主演女優賞（『アンナチュラル』、2018年）[78]
  - 第96回ザテレビジョンドラマアカデミー賞 主演女優賞（『アンナチュラル』、2018年）[79]
  - 東京ドラマアウォード2018 個人賞 主演女優賞（『アンナチュラル』、2018年）[80]

### その他（受賞歴）
- 二十歳のベスト・パール・ドレッサー（2007年）
- VOGUE NIPPON Women of the Year（2010年）
- 第9回クラリーノ美脚大賞（2011年）
- 第13回ベストフォーマリスト 女性部門（2012年）[81]
- 第27回日本メガネベストドレッサー賞・芸能界部門（2014年）[82]
- Yahoo!検索大賞2014[83]
- ジュエリー業界が選ぶ「第3回ウーマン オブ ザ イヤー」（2015年）[84]
- 「理想の後ろ姿のタレント」第1位（2015年）[注釈 2][85]
- 「キスしたい芸能人」女性部門第1位（2015年）[注釈 3][86]
- 「美的ベストビューティウーマン」（2015年[87]・2016年[88]）[注釈 4]

## 出演
※ 太字は主演、もしくはメインキャラクター。

### 映画
- ホ・ギ・ラ・ラ（2002年） - サンジュ 役 ※石神国子名義
- 船を降りたら彼女の島（2003年、アルタミラピクチャーズ） - 水上ちづる 役 ※石神国子名義
- わたしのグランパ（2003年、東映） - 五代珠子 役 ※公式にはこの作品がデビュー作である
- Jam Films S  すべり台（2005年）
- 北の零年（2005年、東映） - 小松原多恵 役
- 包帯クラブ（2007年、東映） - 騎馬笑美子（ワラ） 役
- 銀幕版 スシ王子! 〜ニューヨークへ行く〜（2008年4月19日、ワーナー・ブラザース映画） - 武留守リリー（ギャル師匠） 役（友情出演）[89]
- フライング☆ラビッツ（2008年、東映） - 早瀬ゆかり 役
- 人間失格（2010年、角川映画） - 良子（よしこ） 役
- 座頭市 THE LAST（2010年、東宝） - タネ 役
- インシテミル 7日間のデス・ゲーム（2010年、ワーナー・ブラザース映画） - 関水美夜 役
- 漫才ギャング（2011年、角川映画） - 宮崎由美子 役[90]
- 月光ノ仮面（2012年、角川映画） - 弥生 役
- 貞子3D（2012年、角川映画） - 鮎川茜 役
- BUNGO〜ささやかな欲望〜 注文の多い料理店（2012年、角川映画） - 藤子 役
- カラスの親指（2012年、20世紀フォックス映画、ファントム・フィルム） - 河合やひろ 役
- 貞子3D2（2013年、角川映画） - 鮎川茜 役（特別出演）
- MONSTERZ モンスターズ（2014年、ワーナー・ブラザース映画） - 雲井叶絵 役
- 幕末高校生（2014年、東映） - 川辺未香子 役
- 風に立つライオン（2015年3月14日公開、東宝） - 草野和歌子 役[91]
- 進撃の巨人（2015年8月1日・9月19日連続公開、東宝） - ハンジ 役[92]
- シン・ゴジラ（2016年7月29日公開、東宝） - カヨコ・アン・パタースン役[93][94][6]
- 忍びの国（2017年7月1日公開、東宝） - お国 役
- 決算! 忠臣蔵（2019年11月22日公開、松竹） - 瑤泉院 役[95]
- そして、バトンは渡された（2021年10月29日公開、ワーナー・ブラザース映画） - 梨花 役[96]
- ミッシング（2024年5月17日公開、ワーナー・ブラザース映画） - 沙織里 役[45][97]
- ラストマイル（2024年8月23日公開、東宝） - 三澄ミコト 役[46]

### テレビドラマ
- 窓を開けたら（2003年3月25日、NHK総合） - 山本うさぎ 役
- きみはペット（2003年4月16日 - 6月18日、TBS） - 澁澤ルミ 役
- 連続テレビ小説 てるてる家族（2003年9月29日 - 2004年3月27日、NHK総合[98]） - 岩田冬子 役[13] ※ナレーション兼任
- 天国への応援歌 チアーズ〜チアリーディングにかけた青春〜（2004年4月3日、日本テレビ） - 美貴子 役
- BE-BOP-HIGHSCHOOL（2004年6月16日、TBS） - 泉今日子 役
  - BE-BOP-HIGHSCHOOL2（2005年8月17日）
- WATER BOYS2 （2004年7月6日 - 9月21日、フジテレビ） - 矢沢栞 役
- H2〜君といた日々（2005年1月13日 - 3月24日、TBS） - 古賀春華 役
- 大河ドラマ 義経（2005年1月9日 - 12月11日、NHK総合） - 静（静御前） 役
- 赤い疑惑（2005年6月15日・22日・29日、TBS） - 大島幸子 役
- 怪談スペシャル 契り（2005年8月2日、フジテレビ） - 由衣 役[99]
- クライマーズ・ハイ（2005年12月10日・17日、NHK総合） - 望月彩子 役
- Ns'あおい（2006年1月10日 - 3月21日、フジテレビ） - 美空あおい 役
  - Ns'あおいスペシャル 桜川病院最悪の日（2006年9月26日）
- DRAMA COMPLEX 手の上のシャボン玉（2006年9月5日、日本テレビ） - 桜庭莉紗 役
- 氷点（2006年11月25日・26日、テレビ朝日） - 辻口陽子 役[100] ※文化庁芸術祭参加作品
- 翼の折れた天使たち 第一夜「衝動」（2007年2月26日、フジテレビ） - 吉村ユリ 役
- 花嫁とパパ（2007年4月10日 - 6月26日、フジテレビ） - 宇崎愛子 役[101]
- 世にも奇妙な物語（フジテレビ）
  - 世にも奇妙な物語 秋の特別編「未来同窓会」（2007年10月2日） - 松井春香 役
  - 世にも奇妙な物語 '13秋の特別編「仮婚」（2013年10月12日） - 盛田成美 役
- 恋のから騒ぎ〜Love Stories IV〜「声が震える女」（2007年11月30日、日本テレビ） - 彦田六美 役
- まるまるちびまる子ちゃん 第26回「まる子、ピンポンパンを踊る」（2007年12月6日、フジテレビ） - ピンポンパンのお姉さん 役
- 鹿鳴館（2008年1月5日、テレビ朝日） - 大徳寺顕子 役
- パズル（2008年4月18日 - 6月20日、朝日放送・テレビ朝日） - 鮎川美沙子 役[102]
- ウォーキン☆バタフライ 第1話、第10話（2008年7月 - 9月、テレビ東京） - 早瀬ゆかり 役 ※映画『フライング☆ラビッツ』との連動企画[103]
- 長生き競争!（2008年12月26日、東海テレビ） - 山田エリ 役
- ヴォイス〜命なき者の声〜（2009年1月12日 - 3月23日、フジテレビ） - 久保秋佳奈子 役
- こちら葛飾区亀有公園前派出所（2009年8月8日、TBS） - 駄菓子屋の「若いモエコ」 役
- 左目探偵EYE〈単発スペシャル〉（2009年10月3日、日本テレビ） - 狭山瞳 役
  - 左目探偵EYE〈連続ドラマ版〉（2010年1月 - 3月）
- 裸の大将 火の国・熊本篇〜女心が噴火するので〜（2009年10月24日、フジテレビ） - 下城多美 役
- 椿山課長の七日間（2009年12月19日、テレビ朝日） - 和山椿 役
- 大仏開眼（2010年4月3日・10日、NHK総合） - 阿倍内親王（孝謙天皇） 役
- 逃亡弁護士（2010年7月 - 9月、関西テレビ） - 二ノ宮絵美 役
- 霊能力者 小田霧響子の嘘（2010年10 - 12月、テレビ朝日） - 小田霧響子 役
- 坂の上の雲 第2部・第3部（2010年 - 2011年、NHK総合） - 秋山季子（秋山真之の妻） 役
- ブルドクター（2011年7月 - 9月、日本テレビ） - 釜津田知佳 役
- 使命と魂のリミット（2011年11月5日・12日、NHK総合） - 氷室夕紀 役
- 蛇蝎のごとく（2012年3月14日、テレビ東京） - 古田塩子 役
- リッチマン、プアウーマン（2012年7月 - 9月、フジテレビ） - 夏井真琴（澤木千尋） 役
  - リッチマン、プアウーマン in ニューヨーク（2013年4月1日）
- ラッキーセブン スペシャル（2013年1月3日、フジテレビ） - 栗原みづき 役
- 恋（2013年12月16日、TBS） - 矢野布美子（青年期） 役
- 新春ドラマスペシャル “新参者”加賀恭一郎「眠りの森」（2014年1月2日、TBS） - 浅岡未緒 役[104]
- 失恋ショコラティエ（2014年1月13日 - 3月24日、フジテレビ） - 高橋紗絵子 役[105]
- ほんとにあった怖い話 15周年スペシャル「S銅山の女」（2014年8月16日、フジテレビ） - 山辺夏美 役[106]
- ディア・シスター（2014年10月16日 - 12月18日、フジテレビ） - 深沢美咲 役[107]
- 5→9〜私に恋したお坊さん〜（2015年10月12日 - 12月14日、フジテレビ） - 桜庭潤子 役[25]
- 戦艦武蔵（2016年8月6日、NHK BSプレミアム） - 真中麻有 役[108]
- 地味にスゴイ! 校閲ガール・河野悦子（2016年10月5日 - 12月7日、日本テレビ） - 河野悦子 役[109]
  - 地味にスゴイ!DX 校閲ガール・河野悦子（2017年9月20日）[110]
- アンナチュラル（2018年1月12日 - 3月16日、TBS）  - 三澄ミコト 役[111]
- 高嶺の花（2018年7月11日 - 9月12日、日本テレビ） -  月島もも 役[112]
- Heaven? 〜ご苦楽レストラン〜（2019年7月9日 - 9月10日、TBS） - 黒須仮名子 役[113]
- アンサング・シンデレラ 病院薬剤師の処方箋（2020年7月16日[114] - 9月24日、フジテレビ） - 葵みどり 役[115]
- 人生最高の贈りもの（2021年1月4日、テレビ東京） -  田渕ゆり子 役[116]
- 恋はDeepに（2021年4月14日 - 6月9日、日本テレビ） - 渚海音 役[117][注釈 5]
  - 恋はもっとDeepに - 運命の再会スペシャル - （2021年6月16日）[118]
- Destiny（2024年4月9日 - 6月4日、テレビ朝日） - 西村奏 役[44]

### ドキュメンタリー番組
- 原爆 63年目の真実（2008年8月2日、テレビ朝日）[119]
- 旅のチカラ 「マイム 言葉なき感情 石原さとみ パリ」（2012年4月12日、NHK BSプレミアム）
- 石原さとみが巡る 南ドイツ浪漫紀行〜森と人と芸術と…明日に向かう挑戦の物語〜（2012年12月30日、BS朝日）
- 石原さとみ 私の愛するニューヨーク（2013年10月19日、BS日テレ）
- 本当にあった怖い話（2014年8月16日、フジテレビ）
- NHKスペシャル「戦後70年 ニッポンの肖像 - 戦後70年を越えて - 日本人は何ができるのか」（2015年8月15日、NHK総合）[120]
- 石原さとみ 28歳の旅 〜アフリカの大地に恋して〜（2015年12月28日、NHK総合）
- 石原さとみ アフリカ・ケニアへ 水で命を失う子ども達 24時間テレビ39特別編・海外リポート完全版（2016年10月2日、BS日テレ）[121]
- 24時間テレビ40 愛は地球を救う（2017年8月26日 - 27日、日本テレビ） - チャリティーパーソナリティ
- 石原さとみのすっぴん旅 in スペイン（2019年1月3日、関西テレビ制作、フジテレビ系列）[122]
- 石原さとみのすっぴん旅 in ギリシャ（2020年1月3日、関西テレビ制作、フジテレビ系列）[123]

### 音楽番組
- MUSIC☆HERO（2019年1月2日、TBS） - MC[124]

### バラエティ番組
- あしたが変わるトリセツショー（2022年4月7日 - 4月28日[注釈 6]・8月25日 - [注釈 7]、NHK総合） - 「エンターテイナー」（MC）[35]

### ラジオ番組
- 第30回 ラジオ・チャリティー・ミュージックソン（2004年12月24日 - 25日、ニッポン放送） - パーソナリティ[126]
- 石原さとみ SAY TO ME!（2005年4月2日 - 2010年4月4日、ニッポン放送）[127]
- 石原さとみのオールナイトニッポン（2007年1月12日、ニッポン放送）

### 舞台
- 奇跡の人（2006年10月6日 - 11月19日 / 演出：鈴木裕美 / 青山劇場および各地方公演） - 主演・ヘレン・ケラー 役[128]
- 幕末純情伝（2008年8月13日 - 9月10日 / 作・演出：つかこうへい / 新橋演舞場および各地方公演） - 主演・沖田総司 役[129]
- 組曲虐殺（2009年10月3日 - 11月2日 / 作：井上ひさし / 演出：栗山民也 / 天王洲 銀河劇場および各地方公演） - 田口瀧子 役
  - 組曲虐殺（再演、2012年12月7日 - 2013年2月、天王洲 銀河劇場 他） - 田口瀧子 役[130]
- 港町純情オセロ（2011年4月15日 - 5月15日 / 劇団☆新感線 / 演出：いのうえひでのり / 赤坂ACTシアター、シアターBRAVA!） - モナ 役
- ロミオ&ジュリエット（2012年4月29日 - 6月10日 / 赤坂ACTシアター、シアターBRAVA!） - ジュリエット 役
- ピグマリオン（2013年11月13日 - 12月1日 / 作：ジョージ・バーナード・ショー / 演出：宮田慶子 / 新国立劇場 中劇場） - 主演・イライザ 役[131]
- 密やかな結晶（2018年2月2日 - 25日 / 原作：小川洋子 / 脚本・演出：鄭義信 / 東京芸術劇場 プレイハウス / 3月3日・4日、富山県民会館 ホール / 3月8日 - 11日、大阪・新歌舞伎座 / 3月17日・18日、久留米シティプラザ ザ・グランドホール） - 主演・「わたし」 役[132][133]
- アジアの女（2019年9月6日 -  / 作：長塚圭史 / 演出：吉田鋼太郎 / 東京・シアターコクーン ） - 主演・「麻希子」 役[134]
- 終わりよければすべてよし（2021年5月12日 - 5月29日 / 彩の国さいたま芸術劇場大ホール） - ヘレン 役

### Webドラマ
- 彼は、妹の恋人（2011年12月25日 - 2012年3月4日、BeeTV） - 主演・星野美雪 役

### CM・広告
- 行政広報
  - 共同募金（2004年10月 - 12月）

#### 放映中のCM
- 花王
  - 「フレア フレグランス」（2011年9月 - ）[135]
    - 「朝のキレイが続く 石原さとみ」篇・「おうち時間 石原さとみ」篇 (2020年8月24日 - ) [136]
    - 「香りに惚れた。気分が晴れた。」篇・「惚れるほどいい香り 王道フローラル」篇（2023年8月23日 - ）[137]

  - 「ソフィーナ Primavista」（2013年2月 - ）[138]
  - 「リーゼ」（2015年10月 - ）[139]
  - 「オーブ クチュール」（2015年11月 - ）[140]
  - 「ハミングフレア」（2024年8月 - ）[141]
- サントリー
  - 「BOSSレインボーマウンテン」（2006年1月 - 3月）
  - 「-196℃ストロングゼロ〈ダブルレモン〉」（2009年2月 - ）[142]
  - 「ふんわり鏡月」（2012年3月 - ）[143]
    - WEB限定スペシャルムービー『すっごい』篇（2016年3月7日より公開）[144]
- 三菱東京UFJ銀行「DO Smart」（2012年7月 - ）
- 東京メトロ
  - 「Find my Tokyo.」（2016年 - ）[145]
  - 「Find my Tokyo. ひさしぶりっ！」篇（2021年12月13日 - ）

- すき家
  - 「おうち」篇（2020年7月10日 - ）
  - 「うな牛」篇（2020年7月11日 - ）[147]
  - 「カレー気分」篇（2020年9月11日 - ）[148]
  - 「待つ幸せ」篇（2020年12月4日 - ）[149]
  - 「いつもとちがう」篇（2021年4月23日 - ）[150]
  - 「石原姉妹」篇（2021年9月17日 - ）[151]
  - 「あたらしいカレー」編（2021年12月3日 - ）[152]
- 参天製薬 「ヒアレインS」（2020年10月 - ）[153]
- 第一三共ヘルスケア ロキソニンS
  - ロキソニンSプレミアム
    - 「事実。期待をこめて」篇・「事実。自信がおありで」篇（2020年12月1日 - ）[154]
    - 「事実。プレミアムの独自処方」篇（2024年3月20日 - ）[155]

  - ロキソニンSクイック
    - 「カウントダウン・登場」篇（2021年9月19日 - ）[156]
    - 「カウントダウン・オフィス」篇（2021年12月2日 - ）[157]

  - ロキソニン総合かぜ薬
    - 「誕生」篇（2024年9月19日 - ）[158]
- 日立ジョンソンコントロールズ空調「白くまくん」
  - 「こう見えてお掃除中」篇（2021年3月16日 - ）[159]
- NTTコミュニケーションズ→NTTレゾナント「OCN」
  - 「ずばり、OCN！」登場篇（2021年9月27日 - ）[160]
  - 「OCNモバイルONE」登場編（2021年12月10日 - ）[161]
  - 「OCN モバイル体操」編（2022年11月15日 - ）[162]
- サントリー食品インターナショナル「伊右衛門」（2022年4月12日 - ）[163]
- NTTドコモ
  - irumo（2023年6月20日 - ）[164]
  - iPhone
    - 「無制限に楽しもう」篇・「おトクに購入」篇（2023年9月22日 - ）[165]
    - 「うちの子」篇（2024年3月7日 - ）[166]
- ウェルスナビ「WealthNavi」
  - 「友人」篇・「家族」篇（2025年5月1日 - ）[167]
- 三菱UFJフィナンシャル・グループ
  - 「エムット始まる」篇（2025年5月28日 - ）※木村拓哉、水上恒司と共演[168]

#### 放映が終了したCM
- J-PHONE 写メール（2003年1月 - 3月）※現ソフトバンク
- バンダイ ケロケロキングDX（2003年6月 - 9月）
- 江崎グリコ
  - 「DONBURI亭」
  - 「パピコ」
  - 「ポッキー」
  - 「アイスの実」
  - 「パナップ」
  - 「牧場しぼり」（2009年4月）[169]
  - 日本縦断グリコワゴンキャンペーン（2010年）
- 第一生命 第一でナイトシリーズ（2004年）※田中麗奈より同シリーズを継承
- 永谷園
  - 「松茸の味 お吸いもの」
  - 「あさげ」
  - 「わかめバンザイ!」
- トヨタ自動車
  - 「あしたのハーモニー」（2007年6月）
  - 「プリウスPHV」（2017年2月 - ）[170]
- クラシエ
  - 「いち髪」（2007年7月）
  - 「コッコアポ」（2011年）
- セガ「ようこそセガへ」（2007年8月）
- SANYO パチンコ「CRギンギラパラダイス2」（2010年6月 - ）
- そごう・西武「セブンネットのe.デパート」（2011年）
- ブリヂストン「TAIYA CAFE」（2011年3月 - ）
- ネクソン「マビノギ英雄伝」（2011年11月）
- ジャパンゲートウェイ
  - 「スリーボム」（2011年11月）
  - 「Reveur」（2013年3月 - ）[171]
- ゼスプリ「ゼスプリ・キウイフルーツ」（2012年5月）[172]
- オンワード樫山「組曲」（2012年9月 - ）
- リクルート「ホットペッパービューティー」（2012年11月）
- NHN Japan「LINE」（2013年1月）
- NTTドコモ
  - 2013年夏モデル（2013年5月 - ）[173]
  - 「dヒッツ」（2013年8月 - ）[174]
  - 2013 - 2014冬春モデル（2013年10月 - ）[175]
  - 2014年夏モデル（2014年5月 - ）[176]
  - スマートフォン「GALAXY Note Edge SC-01G」（2014年11月 - ）[177]
- イーオン「英会話のイーオン」（2013年12月 - 2019年）[178]
- 明治
  - 「果汁グミ」（2014年2月 - ）[179]
    - WEB限定ムービーも2014年3月30日より公開[180]
    - 「グミの精いちご」篇（2014年2月25日- ）[181]
    - 「変身みかん」篇（2015年2月24日- ）[182]
    - 「変身ぶどう」篇（2015年5月11日- ）[183]
    - 「ヘッドホンみかん」篇（2016年2月23日- ）[184]
    - 「ヘッドホンぶどう」篇（2016年5月10日- ）[185]
    - 「果汁グミ屋さん・イチゴ」篇（2017年2月21日 - ）[186]
    - 「果汁グミ屋さん・ぶどう」篇（2017年5月9日 - ）[187]

  - 「ガルボプレミアム 深みカカオ」（2014年10月 - ）[188]
  - 「ガルボ プレミアム 芳醇ミルク」（2015年9月 - ）
    - WEB限定ムービー「ガルボレッスンプレミアム」も同時公開[189]
- マイナビ「マイナビ転職」（2015年1月 - ）[190]
- キヤノン「PIXUS」（2015年9月 - ）[191]
- Max Mara ブランドアンバサダー（2015年）[192]
- ユニバーサル・スタジオ・ジャパン
  - ウィザーディング・ワールド・オブ・ハリー・ポッター™5周年『大魔法祭、開幕』（2019年）
- サントリー
  - 金麦（2020年1月 - 2022年2月）[193]

### 劇場アニメ
- モンスターハウス（2007年1月7日、ソニー・ピクチャーズ エンタテインメント） - ジェニー 役（スペンサー・ロック）※日本語吹き替え
- シナモン the movie（2007年12月22日、松竹） - アンナおねえさん 役
- 鬼神伝（2011年4月29日、ソニー・ピクチャーズ エンタテインメント） - 水葉 役[194]
- 劇場版ポケットモンスター ベストウイッシュ ビクティニと黒き英雄 ゼクロム・白き英雄 レシラム（2011年、東宝） - カリータ 役

### ミュージック・クリップ
- 桜木町（ゆず、2004年6月2日発売）※ジャケット写真にも出演。撮影は神奈川県横浜市のみなとみらい周辺で行われた。
- Celebrate（DEEN、2009年4月29日発売）
- 忘れないよ（青山テルマ、2009年8月5日発売）
- バイバイ（7!!、2011年11月2日発売）[195]
- NATSUMONOGATARI（ゆず、2021年6月2日発売）

### ファッションショー
- ACQUA GRAZIE（2005年3月）
- 第14回ファッションカンタータ from KYOTO（2006年6月17日）
- 日本の美を愛でる（2006年11月28日）
- GirlsAward2015 SPRING/SUMMER（2015年4月29日、国立代々木競技場第一体育館）[196]

### Web
- 石原さとみインタビュー モッテコ書店 （2008年5月23日）
- 朝日求人・マイナビ共同企画 “Heroes File 〜挑戦者たち〜” Vol.47
  - 『ロマンチストだった10代』（2011年3月18日付）

### イメージキャラクター
- 第24回「ビクター・甲子園ポスター」キャンペーン（2003年）[197]
- 赤い羽根共同募金ポスター（2004年 - 2006年）
- 2007年度 セガ イメージキャラクター（2007年7月 - 2008年6月）
- ツカモト 振袖「ハタチスタイル」「苺〜一期一会〜」（2011年）

### その他
- 産経新聞創刊85周年・関西テレビ開局60周年記念事業「フェルメール展」 - 展覧会ナビゲーター&音声ガイド[198][199]
  - 東京展（2018年10月5日 - 2019年2月3日、上野の森美術館）
  - 大阪展（2019年2月16日 - 5月12日、大阪市立美術館）
- 2020年東京オリンピック・聖火リレー - アンバサダー[200]
  - 2021年5月7日の長崎市ではみずからランナーを務めた[201]。

## 書籍

### 写真集
- 16歳 至上の原石（2003年3月25日、文藝春秋、撮影：根本好伸、熊谷貫、原田達夫）ISBN 4-16-359540-6
三部構成で、ホリプロタレントスカウトキャラバンの模様や「わたしのグランパ」の収録風景も収める[202]。
- たゆたい（2005年11月16日、小学館、撮影：熊谷貫）ISBN 4-09-363702-4
ベトナムでのロケによるグラビアをはじめ、過去の週刊少年サンデーのグラビア、幼少時や小学生時代のプライベートの写真を収録。
- 二十歳、夏（2007年8月28日、ワニブックス、撮影：小澤忠恭）ISBN 4-8470-4034-1
屋久島でのロケによるグラビア等を収録。
- moi-モア-（2011年5月13日、主婦と生活社、撮影：大橋仁）ISBN 978-4-391-13983-9
カナダでのロケによる撮り下ろしグラビアをはじめ、自身初となるエッセイを収録[203]。
- encourage（2017年9月1日、宝島社、撮影：伊藤彰紀）ISBN 978-4-8002-7387-1

### 雑誌連載
- steady.（2012年8月号[204] - 2014年10月号[205]、宝島社） - 石原さとみのA to Z。
- TVステーション（[いつ?]、ダイヤモンド社） - Actress Style。